# Justicia demissa
Justicia demissa är en akantusväxtart som beskrevs av Nian He Xia och Y.F.Deng. Justicia demissa ingår i släktet Justicia och familjen akantusväxter. Inga underarter finns listade i Catalogue of Life.